# Clímaco Barbosa
Clímaco Barbosa (Salvador, 1839 - Rio de Janeiro, 22 de agosto de 1912) foi um médico, político, jornalista e abolicionista brasileiro.

## Biografia
Nascido como Clímaco Ananias Barbosa de Oliveira, estudou medicina na Faculdade da Bahia, onde defendeu a tese "A albuminúria", em 29 de agosto de 1864. Pouco tempo depois fez parte de comissão de médicos brasileiros que foram ao Uruguai, como parte da ajuda internacional na epidemia em Montevidéu, e mudou-se depois para Vitória, possivelmente por conta da epidemia de varíola que grassava na capital capixaba.
Ainda em Vitória participa ativamente da imprensa liberal, combatendo com veemência os conservadores, especialmente nas páginas do jornal "Sentinella do Sul", onde ainda publica o romance "Georgina" (donde o periódico ser apelidado, pelos adversários, de "Sentinela da Georgina").
Barbosa fixou-se em São Paulo, mais tarde. Torna-se maçom e participa ativamente da campanha abolicionista.
Esteve ao lado de Luiz Gama como precursor da campanha abolicionista que este iniciou na capital paulista; durante o sepultamento deste, em 1882, proferiu comovente discurso que levou a multidão que acompanhava o féretro a prestar juramento de todos lutarem pelo ideal do falecido - o fim da escravidão no Brasil.
Após essa primeira fase dita legalista, em que o movimento abolicionista buscava a emancipação através da compra de cativos ou sua liberdade pelas vias judiciais, Clímaco passou a dirigir uma campanha que passaria para as "vias de fato", na capital paulista: pessoas acolhiam escravos fugidos, escondendo-os até serem encaminhados ao Quilombo do Jabaquara, em Santos, e estimulando a fuga em massa das fazendas.
Como deputado geral no Império apoiou as iniciativas de emancipação dos escravos, como o projeto de 1869 que alforriava, mediante indenização, as escravas entre 12 e 35 anos.
Cultor das artes, foi o responsável em 1887 pela primeira apresentação em S. Paulo da viola caipira, feita pelo fluminense Pedro Vaz. Trabalhou, no Rio, como médico verificador de óbitos.
Em 1893 participa da Revolta da Armada, movimento contra o presidente Floriano Peixoto, o que lhe rende a prisão na Fortaleza da Lage, no Rio de Janeiro, cidade onde viria a falecer em 1912, sendo sepultado no Cemitério do Caju (na parte deste conjunto de necrópoles do Cemitério de São Francisco Xavier).

## Homenagens
Em sua homenagem uma rua paulistana, no bairro do Cambuci, tem o seu nome.